# La Lego pel·lícula 2
La Lego pel·lícula 2 (títol original: The Lego Movie 2: The Second Part) és una pel·lícula estatunidenca d'animació per ordinador d'aventures i comèdia de 2019. Va ser produïda per Warner Animation Group i distribuïda per Warner Bros. Pictures, dirigida per Mike Mitchell, i és una seqüela de La Lego pel·lícula (2014) i la quarta pel·lícula de la franquícia The Lego Movie després de les estrenes de Batman. La Lego pel·lícula i La Lego Ninjago pel·lícula el 2017. El film és protagonitzat per Chris Pratt, Elizabeth Banks, Will Arnett, Charlie Day, Alison Brie, Nick Offerman, i Will Ferrell reprenent els seus papers d'anteriors pel·lícules, mentre que les noves incorporacions inclouen Tiffany Haddish, Stephanie Beatriz, i Maya Rudolph (reemplaçant Amanda Farinos). La història parla de com Emmet Brickowski intenta rescatar els seus amics del Sistema Systar, mentre s'enfronta a un cataclisme conegut com l'"Harmamagedon". Ha estat doblada i subtitulada al català.
Els plans per a una seqüela van començar el 2014 i 3 de febrer de 2014 es va anunciar que estava en desenvolupament, uns dies abans de l'estrena de la primera pel·lícula. Mesos més tard es va anunciar que el film seria dirigit per Chris McKay, mentre que Phil Lord i Christopher Miller serien els productors. La pel·lícula va patir molts canvis, com ara reescriptures de guió, canvis de directors i canvis de dates de llançament.
La Lego pel·lícula 2 va ser estrenada als Estats Units i al Regne Unit el 8 de febrer de 2019, en els formats 2D, 3D, RealD 3D, Dolby Cinema, IMAX, i IMAX 3D. Va rebre crítiques generalment positives dels crítics, que van alabar el seu humor, la seua animació, la banda sonora, i les actuacions, tot i que alguns van dir que no era tan "enlluernadora" com la primera pel·lícula. El film va recaptar 191 milions de dòlars a nivell mundial i comptava amb un pressupost de 99 milions de dòlars, una decepció a taquilla si ho comparem amb les pel·lícules anteriors de la franquícia.